# Russell Drysdale

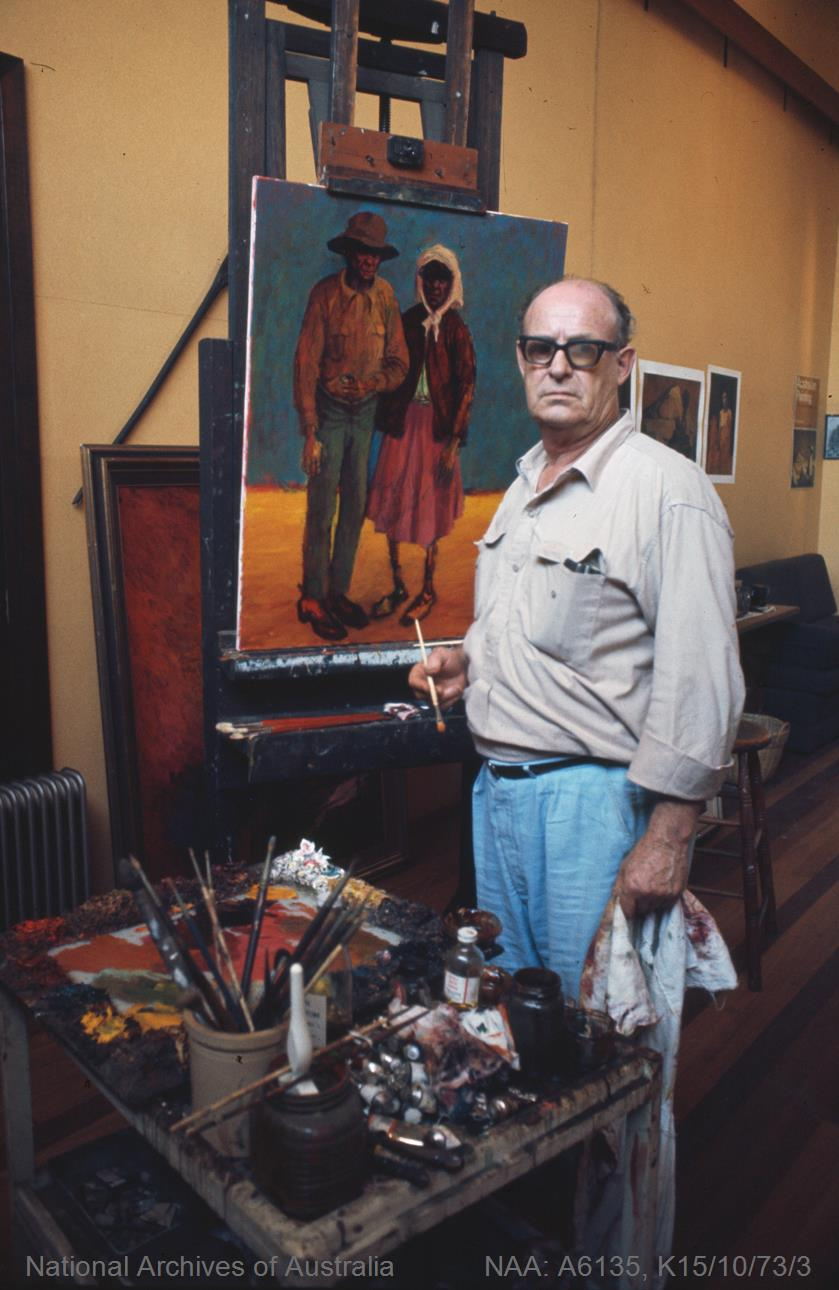
Russell Drysdale, 1973

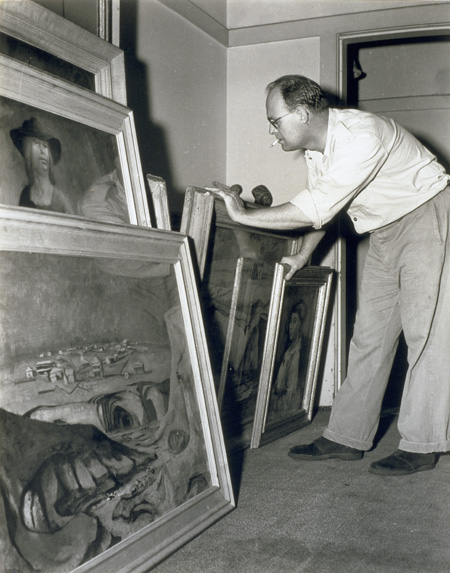
Russell Drysdale, 1945

George Russell Drysdale (* 7. Februar 1912 in Bognor Regis, Sussex, England; † 29. Juni 1981 in Sydney), auch bekannt unter dem Namen Tass Drysdale, war ein bedeutender australischer Maler und Fotograf. Russell Drysdale war einer der ersten australischen Künstler, der sich mit den komplexen Beziehungen zwischen der Landschaft und den Bewohnern des australischen Hinterlandes auseinandersetzte, und erlangte aufgrund des eindeutig „australischen“ Charakters seiner Werke internationale Bekanntheit. Seine Darstellungen von Aborigines, Kleinstadtbewohnern und Landarbeitern, die isoliert in einer rauen und dramatischen Umgebung leben, stehen in krassem Gegensatz zur vorherrschenden Vorstellung von der australischen Landschaft als einem Land der pastoralen Fülle.

## Leben

### Jugend
George Russell Drysdale wurde 1912 im englischen Bognor Regis geboren. Seine Familie zog bereits 1919 nach Australien und ließ sich auf einer Zuckerfarm am Burdekin River in Queensland nieder. Die Familie zog 1923 nach Melbourne und Russell Drysdale besuchte die Geelong Church of England Grammar School.
Im Jahr 1929 wurde bei Russell Drysdale eine Netzhautablösung am linken Auge diagnostiziert, die seine spätere künstlerische Laufbahn beeinflusste, da er nur noch mit einem Auge sehen konnte. Seine ersten Zeichenstunden erhielt er im Rahmen einer Therapie während seiner Schulzeit. Nach einem kurzen Aufenthalt in England kehrte Russell Drysdale nach Australien zurück und begann 1932, sich verstärkt der Kunst zu widmen. Der Chirurg Julian Smith, der seine Augen behandelte, stellte den Kontakt zu Daryl Lindsay her, der ihn ermutigte, bei George Bell, einem renommierten Kunstlehrer, Unterricht zu nehmen.

### Europa
1932 reiste er nach Europa, wo er von der Malerei der Post-Impressionisten und der École de Paris beeinflusst wurde. 1935 heiratete er Elizabeth (Bon) Stephen, die sich sehr für moderne Kunst interessierte und ihn künstlerisch unterstützte. Nach einer Augenoperation im selben Jahr nimmt Russell Drysdale sein Kunststudium wieder auf. Von 1935 bis 1938 studierte Drysdale bei George Bell und Arnold Shore in Melbourne, anschließend bei Iain McNab an der Grosvenor School in London und an der Grande Chaumière in Paris, wo Werke wie Study of a man (1938) entstanden, die sein frühes Interesse am Aufbau vielschichtiger Kompositionen durch Experimentieren mit Ölfarben zeigen. 1938 hatte Russell Drysdale seine erste Einzelausstellung, gefolgt von einem längeren Aufenthalt in Europa, bevor er 1939 nach Australien zurückkehrte.

### Sydney
Aufgrund seines Augenleidens wurde er nicht zum Militärdienst zugelassen und ließ sich mit seiner Familie in Sydney nieder, wo er sich ganz der Malerei widmete. In den 1940er Jahren entwickelte Russell Drysdale seine charakteristischen „Figur-in-Landschaft“-Bilder, die das australische Hinterland und seine Bewohner thematisieren. Sunday evening (1941) ist eines der frühesten Werke Drysdales, das Themen aus dem Outback zeigt und von seinem Mitgefühl für die Landbevölkerung während der Depression inspiriert wurde. „Niemand schien sich für die schönen alten Städte, die Schindelhäuser und das Leben der Menschen zu interessieren“, erinnerte sich Russell Drysdale 1975, „es waren Menschen, die ich kannte, und ich war sehr beeindruckt von ihrem Stoizismus in Zeiten der Not.“ Die überlängten Figuren und ovalen Gesichter des Gemäldes, die an Amedeo Modigliani erinnern, lassen den Einfluss des Surrealismus erkennen, aber auch den des australischen Künstlerkollegen Peter Purves Smith, der Drysdale ermutigte, sich in seinen Werken mit Themen des australischen Landlebens auseinanderzusetzen.
1944 erhielt Drysdale vom Sydney Morning Herald den Auftrag, die Auswirkungen einer schweren Dürre im Westen von New South Wales zu dokumentieren. Die Veröffentlichung seiner Zeichnungen führte zur Anerkennung seines großen zeichnerischen Talents, während seine außergewöhnliche Erfahrung auch eine Reihe von Gemälden inspirierte, deren Höhepunkt Walls of China (1945) ist, eine alptraumhafte Vision von toten Bäumen, die an die skulpturalen Formen von Henry Moore erinnern, inmitten einer tiefroten Landschaft, die von verbrannter Erde dominiert wird. Zu seinen bekanntesten Werken aus dieser Zeit gehören The Drover’s Wife (1945), Sofala (1947), für das er den Wynne-Preis erhielt, und The Cricketers (1948).

### Internationale Anerkennung und spätere Jahre
Mit Unterstützung des britischen Kunsthistorikers Kenneth Clark stellte Drysdale Anfang der 1950er Jahre regelmäßig in London aus und wurde 1954 zusammen mit Sidney Nolan und William Dobell ausgewählt, Australien bei der Eröffnungsausstellung der Biennale von Venedig zu vertreten.
Seine Werke wurden in renommierten Museen wie dem Metropolitan Museum of Art in New York und der Tate Gallery in London ausgestellt. 1947 trat er in den Vorstand des Familienunternehmens Pioneer Sugar Mills ein und blieb der Region bis zu seinem Lebensende eng verbunden.
Ein Besuch in Nord-Queensland im Jahr 1951, die erste von vielen ausgedehnten Reisen durch Nord- und Westaustralien, führte zu Studien über die Aborigines, die sich in den späten 1950er und 1960er Jahren in zahlreichen Gemälden niederschlugen, darunter Shopping day (1953) und Group of Aborigines (1953), die ein beredtes Bild von der Enteignung der australischen Ureinwohner in dieser Zeit vermitteln, als sie gezwungen wurden, sich in die ländlichen Städte im hohen Norden von Queensland zu integrieren. Als innovativer Fotograf schuf Drysdale ab 1955 auch eine Reihe bedeutender Werke.

### Persönliche Tragödien und späte Werke
Die 1950er und 1960er Jahre waren für Russell Drysdale eine Zeit des Erfolgs und der Tragödie. In dieser Zeit entstanden wichtige Werke wie Man in a Landscape (1963), das ein bedeutendes Beispiel für seine Darstellungen der australischen Ureinwohner ist. Russell Drysdale war zweimal verheiratet und hatte einen Sohn, Tim, und eine Tochter, Lynne. Tim nahm sich 1962 im Alter von 21 Jahren das Leben, und im Jahr darauf beging auch Drysdales Frau Bon Selbstmord. Kurz nach Tims Selbstmord lernte Drysdale den Komponisten Peter Sculthorpe kennen, der kurz zuvor seinen Vater verloren hatte. Die beiden verbrachten einen gemeinsamen Arbeitsurlaub in einem Haus am Tamar River in Tasmanien und wurden Freunde fürs Leben. 1964 heiratete er Maisie Joyce Purves Smith, die Witwe seines Freundes Peter Purves Smith.
Russell Drysdale war ein aktives Mitglied der australischen Kunstszene und saß von 1962 bis 1976 im Vorstand der Art Gallery of New South Wales. Er wurde 1969 in den Adelsstand erhoben und 1980 zum Companion of the Order of Australia (AC) ernannt.

### Tod und Vermächtnis
Sir Russell Drysdale starb am 29. Juni 1981 in Sydney an den Folgen eines Krebsleidens und hinterließ ein umfangreiches künstlerisches Werk, das einen prägenden Einfluss auf die australische Kunst des 20. Jahrhunderts hatte.

## Sofala (1947)
Ein Besuch bei seinem Künstlerkollegen Donald Friend in Sofala und Hill End, ehemaligen Goldgräberstädten westlich von Sydney, inspirierte Russell Drysdale 1947 zu Sofala, einer Ansicht der leeren Hauptstraße der Stadt. Die formale Komposition, die durch eine geordnete Reihe von Gebäuden und Verandapfosten unterbrochen wird, ist von einem reduzierten lyrischen Klassizismus durchdrungen und verweist gleichzeitig auf die metaphysische architektonische Bildsprache Giorgio di Chiricos. Das Gemälde Sofala, das 1947 mit dem Wynne-Preis ausgezeichnet wurde, erinnert an die drückende Hitze und den Staub eines Sommertages und schafft eine intensive Synthese aus visueller und emotionaler Wirkung. Das Gemälde wurde in 20 Ausstellungen gezeigt und in 75 Publikationen besprochen. 1947 gewann das Bild den Wynne-Preis.

## Ausstellungen (Auswahl)
- Drysdale, Russell (1981). Drysdale Drawings (1935–1980: 16-31 März 1981). Melbourne: Joseph Brown Gallery. ISBN 0-959505-61-X.
- Drysdale, Russell (1985). Russell Drysdale: Paintings, 1940–1972. New South Wales: S.H. Ervin Museum und Kunstgalerie, National Trust of Australia. ISBN 0-909723-63-X.
- Da Costa, Caroline (1989). Russell Drysdale und Donald Friend : Arbeiten auf Papier und ausgewählte Gemälde von zwei hochgelobten australischen Künstlern, 23. November – 16. Dezember 1989. Savill Galerien. ISBN 0-9587524-1-9. OCLC 27615173.
- Australian modern : arte Australiana moderna e contemporanea e arte Aborigena : Fondazione Mudima – Milano, 23 Aprile – 24 Maggio 2002 / [herausgegeben von Lauraine Diggins] Katalog zur Ausstellung nicht-indigener und indigener Kunst mit einem Sonderteil über die Urapuntja-Künstler (Utopia).